# ورق استشفاف

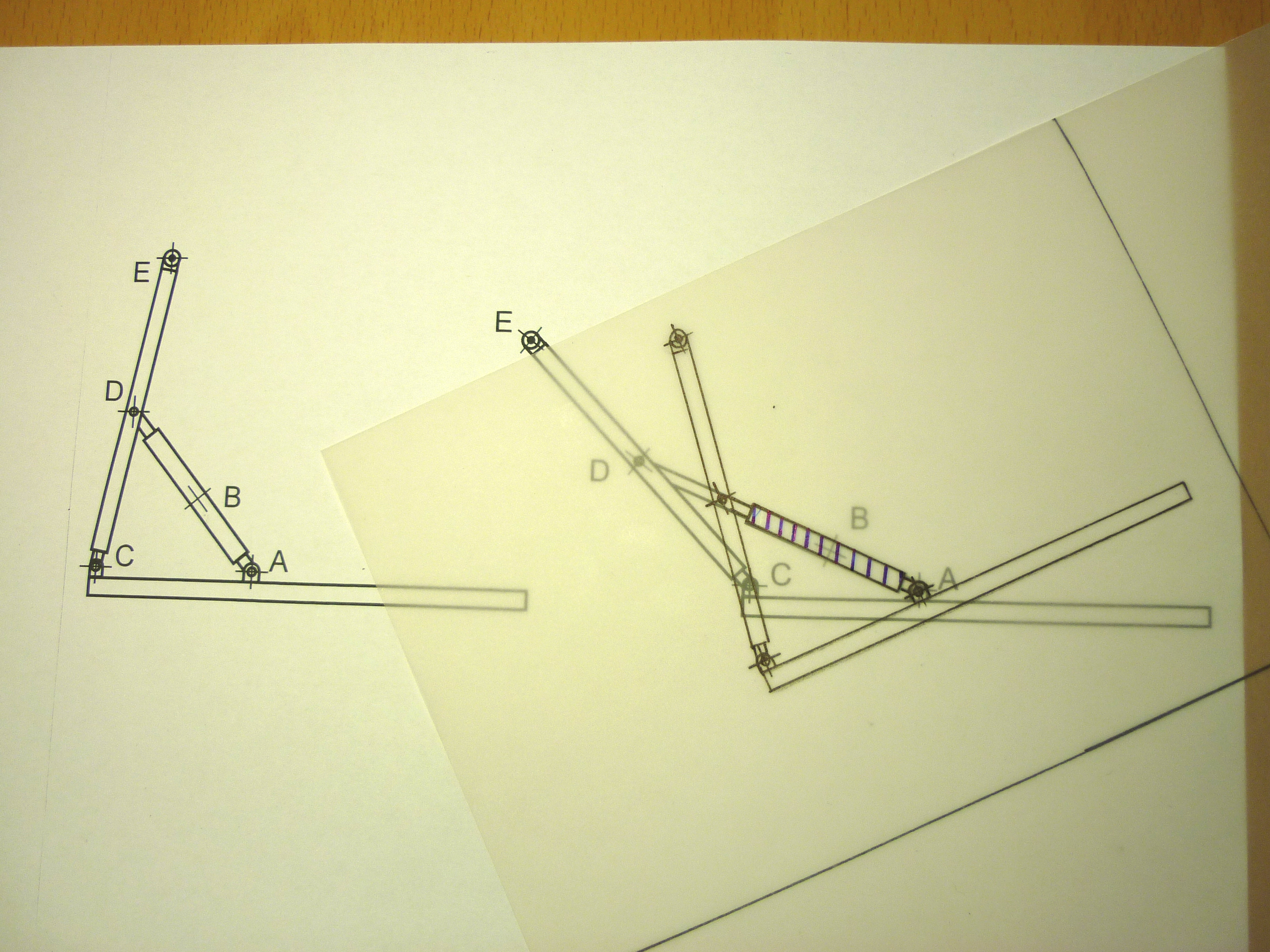
ورق استشفاف

ورق الاستشفاف هو ورق شفاف، صُنِّع أصلًا لاستخدامات المعماريين في عمليات التصميم، وخصوصا في نسخ الرسومات بدقة، والتي وجدت بعد ذلك العديد من الاستخدامات الأخرى، مثل بَطرونات الخياطة ولكن التقنيات الحديثة للرسم والطباعة، ألغت الاستخدام الأصلي لورق الاستشفاف.